# Abstrakt ekspressionisme
 Der er for få eller ingen kildehenvisninger i denne artikel, hvilket er et problem. Du kan hjælpe ved at angive troværdige kilder til de påstande, som fremføres i artiklen.

Abstrakt ekspressionisme, også omtalt som The New York School, var en kunstnerisk bevægelse, som dominerede amerikansk kunst i tiårene efter anden verdenskrig. Det var den første kunstretning i USA, som fik international betydning, og med den skete det endelige skift af centrum i kunstverdenen i 1900-tallet fra Paris til New York.
Betegnelsen abstrakt ekspressionisme blev først brugt om Vasilij Kandinskijs malerier i 1919, men blev senere brugt for at beskrive arbejderne af en gruppe malere, som virkede i New York City i begyndelsen af 1940'erne. Kunstnere som Jackson Pollock og Willem de Kooning producerede en ny type billeder, hvor interessen lå i at finde frem til et direkte og autentisk udtryk på lærredet, som kunne udtrykke kunstnerens indre følelser og underbevidsthed. Som navnet angiver udsprang mange af ideerne bag den abstrakte ekspressionisme fra tankegods hentet i den europæiske ekspressionisme, men også surrealismens læggen vægt på spontan og automatisk kreativitet var et vigtigt udgangspunkt for bevægelsens kunstnere.
Termen "abstrakt ekspressionisme" rummer flere og indbyrdes meget uensartede stilpræg og kunstnertyper, og flere af kunstnerne, som blev grupperet under denne karakteristik, var hverken nødvendigvis specielt abstrakte eller specielt ekspressionistiske. Action painting, American-style painting og color field var andre begreber, som blev taget i brug for at beskrive denne kunstretning.
Den abstrakte ekspressonisme fik sit endelige gennembrud i 1951 med en stor udstilling på Museum of Modern Art i New York, kaldet Abstract Painting and Sculpture in America. Efter dette fattede også efterretningstjenesten CIA interesse for den abstrakte ekspressonisme, som organisationen mente udtrykte ideen om USA som den frie tankes og det frie markeds forsvarer. CIA så i den abstrakte ekspressonisme et muligt propagandainstrument over for de kommunistiske landes socialistiske realisme.
I løbet af 1960'erne mistede bevægelsen sin dominerende position i kunstverdenen og blev udfordret og kritiseret af nye retninger såsom minimalisme, konceptualisme og popkunst.

## Vigtigste kunstnere
- Dieter Borst
- Adolph Gottlieb
- Philip Guston
- Hans Hartung
- Willem de Kooning
- Franz Kline
- Lee Krasner
- Jouan Miro
- Robert Motherwell
- Barnett Newman
- Jackson Pollock
- Ad Reinhardt
- Mark Rothko
- Clyfford Still
- Morris Louis